# Golden Globe per il miglior regista o produttore televisivo
Il Golden Globe per il miglior regista o produttore televisivo è stato assegnato solamente nel 1963 al miglior regista o produttore televisivo dalla HFPA (Hollywood Foreign Press Association).

## Vincitori e candidati
- 1963
  - Rod Serling - Ai confini della realtà (The Twilight Zone)[1]